# Phyllomacromia monoceros
Phyllomacromia monoceros – gatunek ważki z rodziny Macromiidae. Występuje w Afryce Subsaharyjskiej – od Demokratycznej Republiki Konga, Ugandy i Kenii na południe po północno-wschodnią RPA.
W RPA imago lata od grudnia do końca stycznia. Długość ciała 64–65 mm. Długość tylnego skrzydła 40 mm.